# 河野千鶴子
河野 千鶴子（こうの ちずこ、1946年-2013年5月23日）は日本の登山家、看護師。七大陸最高峰と8000メートル峰5座に登頂した（衛星峰を含む）。日本勤労者山岳連盟理事も務めた。2013年5月23日ダウラギリで遭難死した。

## 略歴
鹿児島県の出身。東京都練馬区在住。子育てが一段落した1997年に、20代の時の趣味であった登山を再開した。約1年間ほどは埼玉や長野の山への日帰りトレッキングを1人で楽しんでいたが、1998年8月に群馬県尾瀬の下山途中に出会った女性に誘われて、練馬区の登山愛好家グループ「練馬山の会」に加わった。それ以前はハイキングの程度の経験しかなかった。
以後、本格的に登山を開始。「夫婦ゲンカの憂さ晴らしが（登山の）きっかけ」であると本人は講演会などで述べていた。1999年から東京労山の海外登山隊に参加。53歳で初めて海外登山(ネパール）を体験し、5000m級の山に登った。以来毎年のようにネパールやスイスの5000-6000m級の山々に登山するようになった。助産師と看護師資格も所有し、県立鹿児島保養院、国立京都病院、日本大学医学部附属板橋病院、日本大学医学部で勤務した。子供は2男1女をもうけた。看護師としての経歴は23年間だが、2004年のエベレスト登山のために2002年3月末で看護師を退職。退職金を2004年のエベレストへの遠征登山費用に充てた。夫は建設機械の修理・リース業を営み、遠征のための長期間の留守も理解し支援した。

### 登頂歴
- 2002年　タシカンI峰（6386m）55歳　4人の登山家と登頂、未踏峰制覇[5]
- 2003年　チョ・オユー（8201m）56歳　同行シェルパ2名
- 2004年　エベレスト（8848m）57歳　同行シェルパ3名、
- 2005年　アコンカグア（6959m）
- 2006年　ヴィンソン・マシフ（4897m）
- 2006年　マッキンリー（6194m）
- 2006年　コジオスコ（2228m）
- 2008年　キリマンジャロ（5895m）
- 2010年　シシャパンマ中央峰（8008m）[6]　63歳　同行シェルパ2名(同一文献で63歳または64歳とする記載あり）
- 2010年　ワイナポトシ（6088m）
- 2010年　マナスル（8163m）63歳　同行シェルパ2名
- 2011年　ガッシャーブルムI峰（8068m）

以上　出典は。
日頃のトレーニングとして、ノルディックウォーキング1 時間、10kgの重りを背負った状態での家事などを実施していた。三浦雄一郎を真似て両足に1.5kgの重りを付けて1時間歩くなどもしていた。登山専門医と協力して体調管理を行い、登山本番はシェルパと酸素ボンベを活用するスタイルで、中高年でも高峰登山への道は開かれているとした。ネパールの子供たちに学校建設プロジェクト「岳夢舍楽(がむしゃら)」代表や東京都勤労者山岳連盟練馬山の会会長も務めた。

### エベレスト登頂
2004年のエベレスト挑戦は、2004年3月下旬にネパール入りし、2ヶ月間麓で高地順応を行った。シェルパ3人や別の登山者ら合計9人と5月17日ベースキャンプを出発し、途中3箇所にキャンプを設置した。5月20日早朝に最終キャンプを出発したときは満天の夜空に囲まれていたが、同日午前11時14分に登頂に成功したときは吹雪となり周囲は殆ど何も見えない状況であった。河野は「登った喜びよりも、疲れと『ケガしないように下山しないと』という思いが強かった」と述べている。

### 遭難
2013年4月7日に日本を出発、4月18日にダウラギリのベースキャンプに入り、北東稜から登山する予定であった。出発前には今回が最後の8000m峰への登山になるとしていた。日本勤労者山岳連盟に提出された計画書では5月5日に登頂予定であったが、天候の状況により計画に遅延がでていた。河野は2人のネパール人シェルパを従えて3人で山頂を目指した。5月23日午後8時頃に山頂まで120mの地点まで到達したが、河野の体調が悪くなり登頂を断念して引き返した。しかし吹雪によって登山ルートが埋没してしまい体力を消耗。同日午後10時頃に標高7700ｍ付近で河野は力尽きて死亡した。シェルパ2人は河野の遺体を運ぼうとしたが1人が途中で滑落して行方不明となり運搬を断念、生き残ったシェルパ1人だけが5月24日にベースキャンプに戻った。河野の没年齢は66歳とする出典と67歳とする出典がある。

## 特記事項
- シシャパンマには2009年秋に挑戦しているが、天候の悪化の為に登頂断念している。2010年6月に再挑戦して中央峰に登頂成功したが、深雪に行動を阻まれて登頂予定時間を大幅に超過し酸素を使い果たした。そのため下山中に標高7300ｍの最終キャンプまで30分のところで行動不能となった[1]。2人のシェルパは雪の中に河野を置き去りにして去ってしまうが、後にアメリカ隊のシェルパに救助され一命を取り留めている[1]。
- 2012年2月25-26日には、東日本大震災の鎮魂と今後の復興を祈願して、石巻市中央公民館 大ホールで講演会を開催している[7]。
- 三浦雄一郎は河野の遭難を知り、8000m級の山では何が起きてもおかしくない、本当に素晴らしい方でいつか一緒にエベレストにもう一度登ろうと約束していたのに残念だと語った[9]。